# Альстрёмерия
Альстрёмерия (лат. Alstroemeria) — род южноамериканских корневищных и клубневых красивоцветущих травянистых растений из семейства Альстрёмериевые. В русскоязычной литературе встречаются и другие варианты написания названия рода — «алстромерия», «альстромерия». Число видов — более ста.
Альстрёмерии выращивают во всём мире (в том числе в оранжереях) как красивоцветущие декоративные растения — в первую очередь на срезку, иногда как садовые растения.

## Название
Род Альстрёмерия был назван Карлом Линнеем в честь своего ученика барона Класа Альстрёмера (1736—1794), шведского ботаника, промышленника и мецената. Альстрёмер привёз Линнею образцы семян двух видов альстрёмерии из Испании, где растение в то время уже выращивали.
Альстрёмерии известны также под названиями «перуанские лилии» и «лилии инков».

## Распространение
Ареал рода охватывает практически всю Южную Америку. Наибольшее видовое разнообразие наблюдается в Андах.
Встречаются альстрёмерии и в тропических лесах, и в пустыне Атакама в Чили, и в высокогорьях Боливии и Перу.

## Биологическое описание

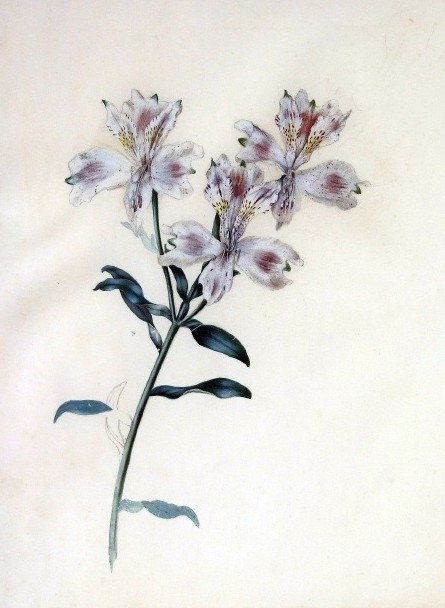
Alstroemeria sp. Ботаническая иллюстрация английской художницы (1787—1862). 1804/1805

Альстрёмерии — многолетние корневищные травы с прямыми стеблями.
Корни сочные, веретенообразные.
Стебли гибкие, прямостоячие.
Листья очерёдные; цельные, линейные, тонкие, изогнутые, расположены большей частью в верхней части стебля. У альстрёмерии, как и у большинства других представителей семейства Альстрёмериевые, наблюдается ресупинация листьев — листовые черешки перекручены на 180 градусов, в результате морфологически нижняя (абаксиальная) сторона листа находится сверху, а морфологически верхняя (адаксиальная) сторона листа находится снизу.
Цветки зигоморфные, собраны в зонтиковидные соцветия на верхушках стеблей. Окраска лепестков — жёлтая, розовая, красная, нередко с пятнами (обычно жёлтыми). Как и у большинства других представителей порядка Лилиецветные, число лепестков — шесть, они свободные, расположены по три в два круга, имеют лопатчатую или ланцетную форму, с узкими основаниями; лепестки в разных кругах нередко имеют различную форму и окраску. Почти всегда на лепестках имеются более тёмные продольные чёрточки, ближе к центру цветка утончающиеся и укорачивающиеся.
Нектарники находятся в основании лепестков внутреннего круга. Тычинок шесть, они расположены в два круга; тычиночные нити длинные, свободные, с коротким опушением в основании. Пыльники удлинённые, вскрываются боковой продольной щелью. Гинецей синкарпный (то есть многогнёздный), с многочисленными семязачатками. Завязь нижняя; столбик нитевидный, трёхгранный; рыльце трёхлопастное. Время цветения — весна и лето. Опыление происходит с помощью насекомых (пчёл), а также колибри. При отсутствии опылителей возможно ветроопыление.
Плод — коробочка, вскрывающаяся полностью, от верха до основания. семена многочисленные, шаровидные, с обильным эндоспермом и маленьким прямым зародышем. Для альстрёмерии характерна автохория — распространение семян без участия каких-либо посредников. По причине напряжения в мёртвых тканях, входящих в состав околоплодника, при вскрытии плода происходит активное разбрасывание семян.

## Использование

### В цветоводстве

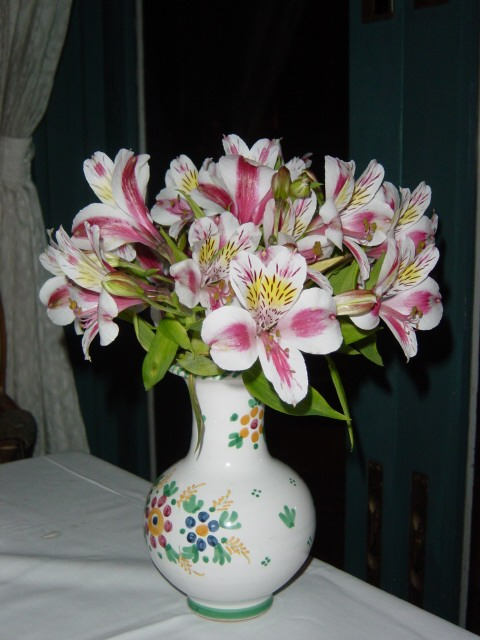
Культивар альстрёмерии

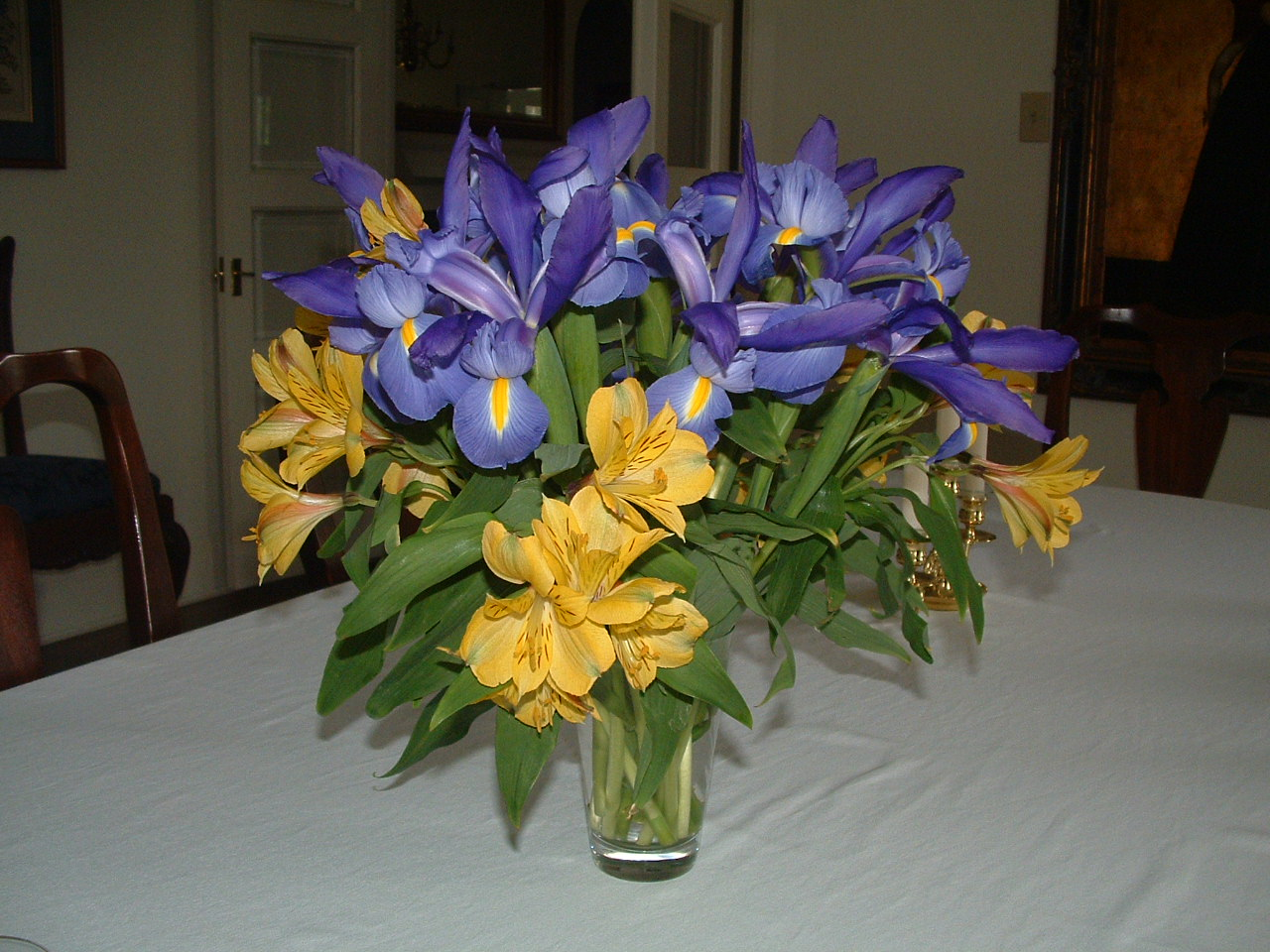
Букет из голубых ирисов и жёлтых альстрёмерий

Альстрёмерию относят к одним из самых красивых многолетников, выращиваемых на срезку. В то же время у неё имеется недостаток — относительно быстро опадающие лепестки.
В торговых организациях на ценниках альстрёмерии можно встретить надпись, что это «гибрид лилий и орхидей», что не имеет никакого отношения к действительности.
Агротехника
Все виды альстрёмерии предпочитают хорошо удобренную дренированную кислую почву. Размножение — семенами или делением растений в начале весны. Все виды альстрёмерии переносят небольшие отрицательные температуры.
Сорта
Наиболее известны три группы гибридов:
- Dr Salter: группа гибридов с относительно компактными соцветиями, достаточно широкими открывающимися цветками; на внутренних лепестках — заметные полосы. Alstroemeria 'Walter Fleming' — сорт с цветоносами метровой высоты; цветки — различных оттенков жёлтого цвета, внутренние лепестки — более тёмной окраски, с многочисленными чёрточками.
- Ligtu: группа гибридов, полученных в Великобритании в 1920-х годах в результате скрещивания Alstroemeria ligtu и Alstroemeria haemantha, а позже — также с гибридными линиями, ведущими происхождение от Alstroemeria aurea. Вскоре после цветения растения отмирают.
- Голландские гибриды: для них характерны широкие лепестки, при этом внутренние лепестки часто имеют пятна контрастной окраски (например, жёлтые на красном или лиловом фоне); большей частью растения этой группы выращивают в оранжереях на срезку. Примеры сортов: Alstroemeria 'Friendship', Alstroemeria 'Mirella', Alstroemeria 'Yellow Friendship'.

Другие сорта:
- Alstroemeria aurea 'Majestic', Alstroemeria aurea 'Majestic' — сорта высотой до одного метра с оранжевыми цветками.

|  |  |  |

### Прочее применение
Практическое значение имеет крахмал, получаемый из корней альстрёмерии. Он находит применение в народной медицине, а также используется для приготовления высококачественного клея.

## Виды
По информации базы данных The Plant List (2013), род включает 128 видов, некоторые из них:
- Alstroemeria aurea Graham — Альстрёмерия золотистая
- Alstroemeria brasiliensis Spreng. — Альстрёмерия бразильская
- Alstroemeria graminea Phil. — Альстрёмерия травянистая
- Alstroemeria hookeri Sweet — Альстрёмерия Гукера
- Alstroemeria ligtu L. — Альстрёмерия лигту
- Alstroemeria nivalis Meyen — Альстрёмерия снежная
- Alstroemeria pelegrina L. typus[6] — Альстрёмерия пелегринская
- Alstroemeria piauhyensis Gardner ex Baker — Альстрёмерия пиауисская
- Alstroemeria polyphylla Phil. — Альстрёмерия многолистная
- Alstroemeria pulchella L.f. — Альстрёмерия хорошенькая
- Alstroemeria revoluta Ruiz & Pav. — Альстрёмерия поникающая

Ещё некоторое число видовых названий этого рода имеют в The Plant List (2013) статус unresolved name, то есть относительно этих названий нельзя однозначно сказать, следует ли их использовать как названия самостоятельных видов либо свести в синонимику других таксонов.